# F.A.M.E. (Album)
F.A.M.E. ist das vierte Studioalbum des US-amerikanischen Musikers Chris Brown. Es erschien erstmals am 18. März 2011, in Deutschland wurde es am 25. März 2011 veröffentlicht. In den USA war es seit dem 22. März 2011 erhältlich. Das Album ist das erste von Chris Brown, welches Platz eins der Billboard 200 erreichen konnte. In den deutschen Albumcharts platzierte sich das Album auf Rang 39.

## Hintergrund
Im September 2010 wurde durch ein Interview von Rapper Kevin McCall erstmals bekannt, dass Brown mit den Arbeiten an seinem vierten Studioalbum begonnen hat. Wenige Tage später verriet Brown den Namen seines Albums: „F.A.M.E.“ Der Albumtitel sei dabei ein Akronym für zwei Bedeutungen: „Forgiving All My Enemies“, wie auch auf dem Albumcover angegeben, sowie „Fans Are My Everything“.

## Veröffentlichung und Promotion
Das Album wurde erstmals am 18. März veröffentlicht, unter anderem in Belgien und den Niederlanden. Am 21. März 2011 erschien die CD im Vereinigten Königreich, anschließend war sie seit dem 22. März in Nordamerika und anderen Teilen Europas erhältlich. In Deutschland konnte man es seit dem 25. März käuflich erwerben. Japan, wo das Album am 6. April veröffentlicht worden war, ist eines der wenigen Länder, in denen ausschließlich die Deluxe Edition der CD erhältlich ist.
Promoten wurde das Album mit vielen individuellen Fernseh- und Live-Auftritten, so zum Beispiel in den US-amerikanischen Fernsehsendung Good Morning America. Auch die F.A.M.E. Tour diente der Promotion des vierten Studioalbums von Chris Brown.

## Titelliste
| #       | Titel                                                                  | Songwriting | Produktion                                       | Länge |
| ------- | ---------------------------------------------------------------------- | --- | ------------------------------------------------ | ----- |
| 1.      | Deuces (feat. Tyga & Kevin McCall)                                     | Chris Brown, Michael Stevenson, Kevin McCall | K-Mac                                            | 4:36  |
| 2.      | Up 2 You                                                               | Harvey Mason Jr., Damon Thomas, Lamar Edwards, Eric Dawkins, Steve Russel, Dewaine Whittmore, Jr.                                                                   | The Underdogs                                    | 4:07  |
| 3.      | No BS                                                                  | Chris Brown, Kevin McCall, Christopher Whitacre, Justin Henderson                                                                                                   | Tha Bizness                                      | 4:07  |
| 4.      | Look at Me Now (feat. Lil Wayne & Busta Rhymes)                        | Chris Brown, Wesley Pentz, Jean Baptiste, Ryan Buendia, Dwayne Carter, Trevor Smith                                                                                 | Diplo, Afrojack, Free School (Co-Produzent)      | 3:42  |
| 5.      | She Ain’t You                                                          | Chris Brown, Jean Baptiste, Ryan Buendia, Kevin McCall, Jason Boyd, John Bettis, Steve Porcaro, Brian Morgan                                                        | Free School                                      | 4:08  |
| 6.      | Say It with Me                                                         | Chris Brown, Harmony Samuels, Courtney Harrell, Eric Bellinger | Harmony „H Money“ Samuels                        | 3:01  |
| 7.      | Yeah 3x                                                                | Chris Brown, Justin Franks, Kevin McCall, Amber Streeter, Adam Richard Wiles                                                                                        | DJ Frank E                                       | 4:01  |
| 8.      | Next 2 You (feat. Justin Bieber)                                       | Chris Brown, Nasri Atweh, Adam Messinger, Amber Streeter | The Messengers                                   | 4:25  |
| 9.      | All Back                                                               | Timothy Bloom | Timothy „T. Bloom“ Bloom                         | 4:26  |
| 10.     | Wet the Bed (feat. Ludacris)                                           | Chris Brown, Derrick „Bigg D“ Baker, Kevin McCall, Amber Streeter, Andre Merritt, Joseph Bereal, Christopher Bridges                                                | Bigg D                                           | 4:26  |
| 11.     | Oh My Love                                                             | Chris Brown, Harmony Samuels, Courtney Harrell, Eric Bellinger, Amber Streeter                                                                                      | Harmony „H Money“ Samuels                        | 4:44  |
| 12.     | Should’ve Kissed You                                                   | Chris Brown, Brian Kennedy, Antwoine Collins, Dewaine Whittmore, Jr., James Slater                                                                                  | Brian Kennedy, T-Wiz, Chris Brown (Co-Produzent) | 4:24  |
| 13.     | Beautiful People (feat. Benni Benassi)                                 | Chris Brown, Marco Benassi, Alessandro Benassi, Jean Baptiste | Marco „Benny“ Benassi, Alessandro „Alle“ Benassi | 3:46  |
|         | International Additional Track/International Deluxe Edition Bonustrack | |                                                  |       |
| 14./18. | Champion (Chipmunk feat. Chris Brown)                                  | Harmony „H Money“ Samuels, Jahmaal Fyffe, Eric Bellinger, Erica Nuri                                                                                                | H Money                                          | 3:58  |
|         | Deluxe Edition Bonustracks                                             | |                                                  |       |
| 14.     | Bomb (feat. Wiz Khalifa)                                               | Christopher Brown, Jean Baptiste, Ryan Buendia, Michael McHenry, Nick Marsh, Kevin McCall, Amber Streeter, Steph Jones, Cameron Jabril Thomaz, Winston Delano Riley | Free School                                      | 3:33  |
| 15.     | Love the Girls (feat. The Game)                                        | Christopher Brown, Jamal Jones, India Boodram, Kesia Hollis, Jazmyn Michel, Jayceon Taylor                                                                          | Polow da Don                                     | 3:11  |
| 16.     | Paper, Scissors, Rock (feat. Timbaland & Big Sean)                     | Timothy Mosley, Jerome „JRoc“ Harmon, James Fauntleroy II, Sean Anderson                                                                                            | Timbaland, JRoc                                  | 3:46  |
| 17.     | Beg for It                                                             | Christopher Brown, Jonathan Yip, Jeremy Reeves, Ray Romulus, Ray Charles McCullough II, Amber Streeter, Andre Merritt, Priscilla Hamilton                           | Stereotypes, Ra Charm (Co-Produzent)             | 3:44  |
|         | „Team Breezy“ Deluxe Edition Bonustracks                               | |                                                  |       |
| 18.     | All About You                                                          | Christopher Brown |                                                  | 3:15  |
|         | Japan Deluxe Edition Bonustracks                                       | |                                                  |       |
| 18.     | Talk Ya Ear Off                                                        | | Timbaland                                        | 3:13  |
| 19.     | Champion (Chipmunk feat. Chris Brown)                                  | Harmony „H Money“ Samuels, Jahmaal Fyffe, Eric Bellinger, Erica Nuri                                                                                                | H Money                                          | 3:58  |

Samples
- „She Ain’t You“ – „Human Nature“ von Michael Jackson
- „Yeah 3x“ – „I’m Not Alone“ von Calvin Harris
- „Bomb“ – „Bam Bam“ von Winston Delano Riley

## Singles
Die erste Singleauskopplung des Albums war das Lied Yeah 3x, welches am 25. Oktober 2010 veröffentlicht wurde und Rang 15 in den USA erreichte. In Deutschland stieg es bis auf Platz sieben in den deutschen Singlecharts, womit es hinter Browns Debütsingle Run It! das dort erfolgreichste Lied ist.
Die zweite Single, Look at Me Now, erschien am 1. Februar 2011 und erreichte in den USA Rang sechs. Es ist das erfolgreichste Lied des Albums in den Billboard Hot 100. Busta Rhymes und Lil Wayne sind als Gastmusiker bei dem Song beteiligt.
She Ain’t You stellte die dritte Singleauskopplung des Albums dar und wurde am 28. März 2011 veröffentlicht. Es erreichte Position 27 in den Billboard Hot 100 und stieg in Deutschland nicht in die Charts ein.
Das Lied Beautiful People (mit Benni Benassi) wurde als vierte Single ausgewählt und erschien am 4. April 2011. Mit Rang vier im Vereinigten Königreich ist es zusammen mit dem Lied Forever aus dem Album Exclusive hinter Browns Debütsingle Run It! das in den dortigen Charts erfolgreichste Lied.
Die fünfte Single war Next 2 You, bei der der kanadische Musiker Justin Bieber mitwirkte. Das Lied erschien am 21. Juni 2011 und erreichte Platz 28 in Deutschland sowie Position 26 in den USA.
Die sechste und letzte Auskopplung stellte der Song Wet the Bed dar. Der US-amerikanische Rapper Ludacris wirkte als Gastmusiker an dem Lied mit, welches am 13. September 2011 erschien und außerhalb der USA jegliche Chartplatzierung verfehlte.
Die Lieder Deuces und No Bullshit, welche ebenfalls auf dem Album zu finden sind, wurden nicht als Singles des Albums ausgekoppelt. Sie sind vielmehr Singles von Chris Browns zweitem Mixtape Fan of a Fan, welches er zusammen mit Tyga 2010 veröffentlichte. Die Lieder wurden später lediglich für das Album wiederverwendet.

## Tournee
Am 19. Januar wurde die F.A.M.E. Tour bekanntgegeben, welche mit fünf Shows im April und Mai in Australien starten sollte. Anschließend sollte die Tournee im September 2011 fortgeführt werden. Insgesamt beinhaltete diese 38 Konzerte in Australien, Kanada, den USA und den Vereinigten Arabischen Emiraten.

## Rezeption

### Rezeption
Das Album erhielt durchschnittliche Kritiken und erreichte einen Metascore, welcher auf 16 Reviews basierte, einen Wert von 52 Punkten. Entertainment Weekly beispielsweise schrieb, dass das Album es verdiene, gehört zu werden. Der Rezensent von Allmusic, Andy Kellman, war der Meinung, dass das Album dem Lied Forever gleiche, welches auf Browns zweitem Album Exclusive zu finden war. Das Album sei geringfügig besser als das Lied, außerdem deute es an, dass „das Beste von Brown noch aussteht“. Die Website The DJ Booth bewertete das Album wenig positiv und behauptete, dass das Album nur den Sinn hat, den Künstler „relevant zu halten“ und ihn „weiterhin vermarktbar zu machen“. Dies sei jedoch nur mäßig erfolgreich verlaufen. Brown habe immer noch einen weiten Weg vor sich, bevor er sein altes Format wiedererlange.

### Auszeichnungen und Nominierungen
Bei den American Music Awards 2011 war das Album in der Kategorie Favorite Soul/R&B Album nominiert, es verlor jedoch gegen das Album Loud von Rihanna. Im November 2011 gewann das Album in der Kategorie „Album of the Year“ bei den Soul Train Music Awards. Bei den Grammy Awards 2012 ist Brown dreimal nominiert, unter anderem in der Kategorie Best R&B Album. Dieser Preis wurde ihm bei der Verleihung auch zugesprochen, womit es seine erste Grammy-Auszeichnung ist (bei elf Nominierungen).

## Kommerzieller Erfolg
Das vierte Studioalbum debütierte mit 270.000 verkauften Einheiten in der ersten Woche auf Rang eins der Billboard 200, was es zum ersten Nummer-eins-Album von Brown machte. Allerdings hatte Exclusive, sein zweites Album, in der ersten Woche höhere Absatzzahlen in den USA erreicht.
| ChartsChartplatzierungen       | Höchstplatzierung | Wochen |
| ------------------------------ | ----------------- | ------ |
| Deutschland (GfK)              | 39 (2 Wo.)        | 2      |
| Schweiz (IFPI)                 | 34 (5 Wo.)        | 5      |
| Vereinigte Staaten (Billboard) | 1 (47 Wo.)        | 47     |
| Vereinigtes Königreich (OCC)   | 10 (33 Wo.)       | 33     |

| ChartsJahrescharts (2011)      | Platzierung |
| ------------------------------ | ----------- |
| Vereinigte Staaten (Billboard) | 26          |

### Auszeichnungen für Musikverkäufe
| Land/Region                  | Auszeichnungen für Musikverkäufe (Land/Region, Auszeichnung, Verkäufe) | Verkäufe  |
| ---------------------------- | ---------------------------------------------------------------------- | --------- |
| Australien (ARIA)            | Platin                                                                 | 70.000    |
| Dänemark (IFPI)              | Gold                                                                   | 10.000    |
| Irland (IRMA)                | Gold                                                                   | 7.500     |
| Neuseeland (RMNZ)            | 3× Platin                                                              | 45.000    |
| Schweden (IFPI)              | Gold                                                                   | 20.000    |
| Vereinigte Staaten (RIAA)    | 2× Platin                                                              | 3.000.000 |
| Vereinigtes Königreich (BPI) | Platin                                                                 | 300.000   |
| Insgesamt                    | 4× Gold · 7× Platin ·                                                  | 3.452.500 |

Hauptartikel: Chris Brown (Sänger)/Auszeichnungen für Musikverkäufe